# 谷川岳宙吊り遺体収容

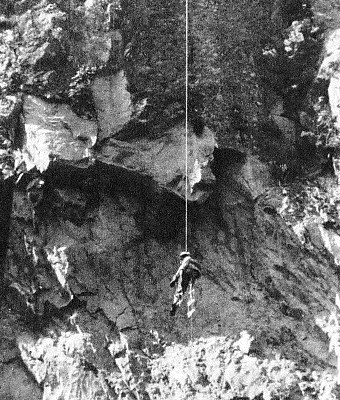
当事故の宙吊り遺体

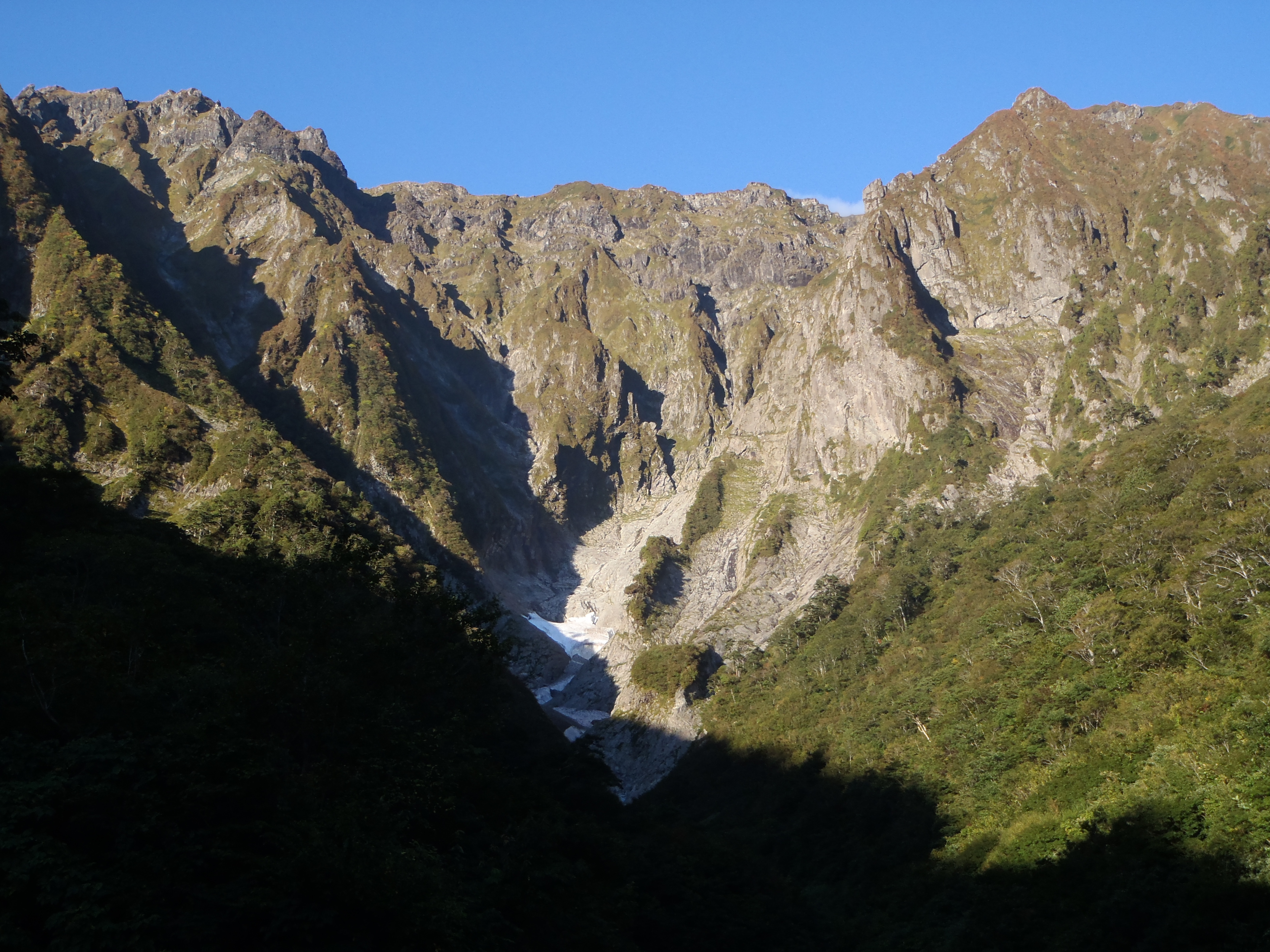
一ノ倉沢（2012年10月撮影）　衝立岩は中央右の三角形の岩

谷川岳宙吊り遺体収容（たにがわだけちゅうづりいたいしゅうよう）は、群馬県利根郡水上町（現・みなかみ町）にある谷川岳の一ノ倉沢で発生した遭難死亡事故における遺体収容である。遺体がクライミングロープ（ザイル、以下ロープと記述する）で宙吊りになって回収困難となったため、ロープを銃撃で切断し、遺体を落下させて収容した。

## 遭難状況
1960年（昭和35年）9月19日、群馬県警察谷川岳警備隊に一ノ倉沢の通称「衝立岩（ついたていわ）」と呼ばれる部分で、救助を求める声が聞こえたとの通報があり、警備隊が現場に急行したところ、衝立岩正面岩壁上部からおよそ200 m付近でロープで宙吊りになっている2名の登山者を発見した。2名は、前日に入山した神奈川県横浜市にある蝸牛山岳会の会員で、20歳の男性Hと23歳の男性Nだった。
男性Hは第二ハングを抜けたところで宙づり。そこから約50 m垂れ下がったザイルの先、第一ハング付近でNが宙づりになっていた。
衝立岩正面岩壁は、当時登頂に成功したのは前年8月の1例が初という超級の難所で、そこに接近して遺体を収容するのは二重遭難の危険があった。

## 救出作業
9月20日、蝸牛会の11人が出合に到着。小森康行と11人が現場を視察。ガスと雨という悪条件のため作業ができず、ナイフまたは長い鉄棒の先端に油に浸したボロ布を巻いて点火した松明でザイルを焼き切る案が出された。
9月21日、小森を含め5人で救出作業、午後2時半、男性Nまであと3 mまで接近した時に用具がなくなってしまう。しかし男性Nの死亡を目視で確認した。
小森の報告を受け所属山岳会で同日夜の対策会合を開く。紛糾の後、山岳会上層部は自衛隊の銃撃による収容を決定し、山岳会代表者と遺族代表の連名による群馬県沼田警察署長への「自衛隊出動要請書」による要請で22日9時、遺体を宙吊りにしているロープを銃撃により切断し、遺体を収容することになった。

## 遺体収容
要請書に基づき、22日、群馬県警本部は県知事の了承を得た上で、外勤課長（現在の地域課）より午前10時30分に自衛隊に出動要請を行い、自衛隊は防衛庁（現在の防衛省）の承認を得て同日午後7時、条件付きで出動を受ける旨の回答を群馬県警本部へ連絡した。
9月23日に陸上自衛隊相馬原駐屯地から第1偵察中隊の狙撃小隊が召集され、軽機関銃2丁、ライフル銃5丁、カービン銃5丁の計12丁、弾薬2,000発を持ち込み午後5時頃より土合駅前広場で待機、24日午前3時頃より警察官により想定危険区域への一般人立入を禁止した上で、銃撃を試みた。銃撃場所（中央稜第二草付付近）からロープまでの距離は約140メートルもあり、射撃特級の資格所持者が揃っていてもロープの切断は難航を極め、朝9時15分からの2時間で射撃要員15名により1,000発以上の小銃・軽機関銃の弾薬を消費したものの成功しなかった。その後、午後0時51分から狙撃銃でロープと岩石の接地部分を銃撃することで午後1時30分までに切断に成功し、蝸牛山岳会の会員により遺体を衝立スラブにフィックスの上、25日に土合の慰霊塔前に収容した。最終的に消費した弾薬は1,300発に上る。この場面は自衛隊、山岳会のほか100名を超える報道関係者が見守った。
収容には47名の自衛官、40名の警察官（警備隊7名、機動隊16名、沼田署員17名）、約30名の地元山岳会会員が動員されている。
遺体が滑落する様子はフィルムに記録されており、当時のニュース映画では「あまりに痛ましい遺体収容作業」だったことが語られている。この映像は日本産モンド映画『日本の夜 女・女・女物語』の劇中に使われ、予告編でも見ることができる。
群馬県警谷川岳警備隊で当時対応にあたった警察官の手記が1963年（昭和38年）に二見書房から発売された『この山にねがいをこめて　～谷川岳警備隊員の手記』に「赤いザイル」として収められており、警察側の動きを今でも知ることができる。